# Клевакіно
Клева́кіно (рос. Клевакино) — село у складі Алапаєвського міського округу (Верхня Синячиха) Свердловської області.
Населення — 371 особа (2010, 429 у 2002).
Національний склад населення станом на 2002 рік: росіяни — 97 %.